# 2540 Blok
2540 Blok је астероид главног астероидног појаса чија средња удаљеност од Сунца износи 2,196 астрономских јединица (АЈ).
Апсолутна магнитуда астероида је 13,1.